# Кошкуль (Тарский район)
Кошкуль — деревня в Тарском районе Омской области России. Входит в состав Егоровского сельского поселения.

## История
Основана в 1909 г. В 1928 г. состояла из 32 хозяйств, основное население — русские. Центр Кошкульского сельсовета Екатерининского района Тарского округа Сибирского края.

## География
Кошкуль расположен на северо-востоке Омской области, на берегу р. Уй. 

## Население
| 1926 | 2002 | 2010 |
| ---- | ---- | ---- |
| 160  | ↘21  | ↘2   |

## Инфраструктура
Нет данных

## Транспорт
Водный транспорт.
Просёлочные дороги. 